# Port de Bakou
Le port de Bakou est un port maritime situé dans la baie de Bakou, sur la côte de la ville de Bakou, en Azerbaïdjan.
L'entrée principale fait face à l'avenue Neftchiler.

## Histoire
Le port de Bakou a été construit en 1902 et a depuis été le port le plus grand et le plus fréquenté de la mer Caspienne. Il a joué un rôle important dans le commerce de la Caspienne pendant plus de cent ans et constitue la principale porte d'entrée maritime vers l'Azerbaïdjan. Le port fonctionne sans escale et constitue un important point de transit dans le commerce Europe-Asie promu dans le cadre du programme TRACECA, restauration de la route historique de la soie initiée par Bakou.
Dans les périodes plus chaudes d'avril à novembre, lorsque les voies intérieures russes sont navigables, le port maritime international de Bakou est accessible aux cargos des ports d'Europe occidentale et de la Méditerranée. Avec l'augmentation des exportations de ressources énergétiques de l'Azerbaïdjan principalement basées à l'étranger, l'équipement d'exploration et de développement est livré par le port de Bakou.
Il était parmi les principaux ports du monde et le plus grand de l'Empire russe en termes de trafic de marchandises et de passagers. Divers types de marchandises sèches telles que le coton, les fruits et le sucre figuraient parmi les principaux produits commerciaux du port de Bakou et d'autres ports de la mer Caspienne tels que Astrakhan, Krasnovodsk (aujourd'hui Turkmenbachi), Petrovsk (aujourd'hui Makhatchkala) et les ports iraniens. Déjà en 1900, le trafic annuel de marchandises atteignait 6,5 millions de tonnes (environ 400 millions de pouds russes) et le port desservait au total 157 779 passagers en 1912. L'Empire russe profita également du potentiel de transit du port de Bakou avec environ 38,1 millions de « pouds » transitant par le port de Bakou en tant que cargaison en transit. Après avoir accédé à l'indépendance, la République d'Azerbaïdjan a établi des relations économiques étroites avec les pays voisins. En 1998, la ville de Bakou a organisé une conférence internationale sur la « route historique de la soie » afin de faire revivre cette ancienne route commerciale et de jeter les bases de nouveaux processus d'intégration avec les pays concernés.

## Terminaux
Le port se compose du terminal principal de cargaison, du terminal pétrolier de Dubendy, du terminal de ferry et du terminal des passagers. Sa capacité de production n'a cessé de croître et représente 15 millions de tonnes de vrac liquide et 10 millions de tonnes de cargaisons sèches.
Le terminal principal de cargaison a 6 couchettes d'une longueur totale de 866 mètres. Ils sont équipés de 16 grues à portique d'une capacité de levage allant jusqu'à 40 tonnes. 8 kilomètres de voies ferrées assurent une manutention rapide des marchandises. Le terminal à conteneurs traite 100 000 conteneurs par an. Le terminal de ferry et de passagers assure le transport des passagers qui voyagent ou expédient des articles vers Turkmenbachi, Aktau, Oily Rocks et les ports iraniens. Il y a environ 20 navires appartenant à la flotte portuaire.
Selon l'arrêté du Président de la République d'Azerbaïdjan sur la construction du nouveau complexe portuaire maritime international de Bakou, signé le 18 mars 2007, le port maritime existant sera complètement démoli après la construction d'un nouveau complexe portuaire à Alat, à 65 km au sud de Bakou. Le nouveau port fournira des terminaux de marchandises et de passagers, des installations de manutention et de roulage, un terminal de ferries reliant les ports d'Aktau et de Turkmenbashi ainsi qu'un centre logistique international. La fondation du nouveau complexe portuaire a été établie en novembre 2010.

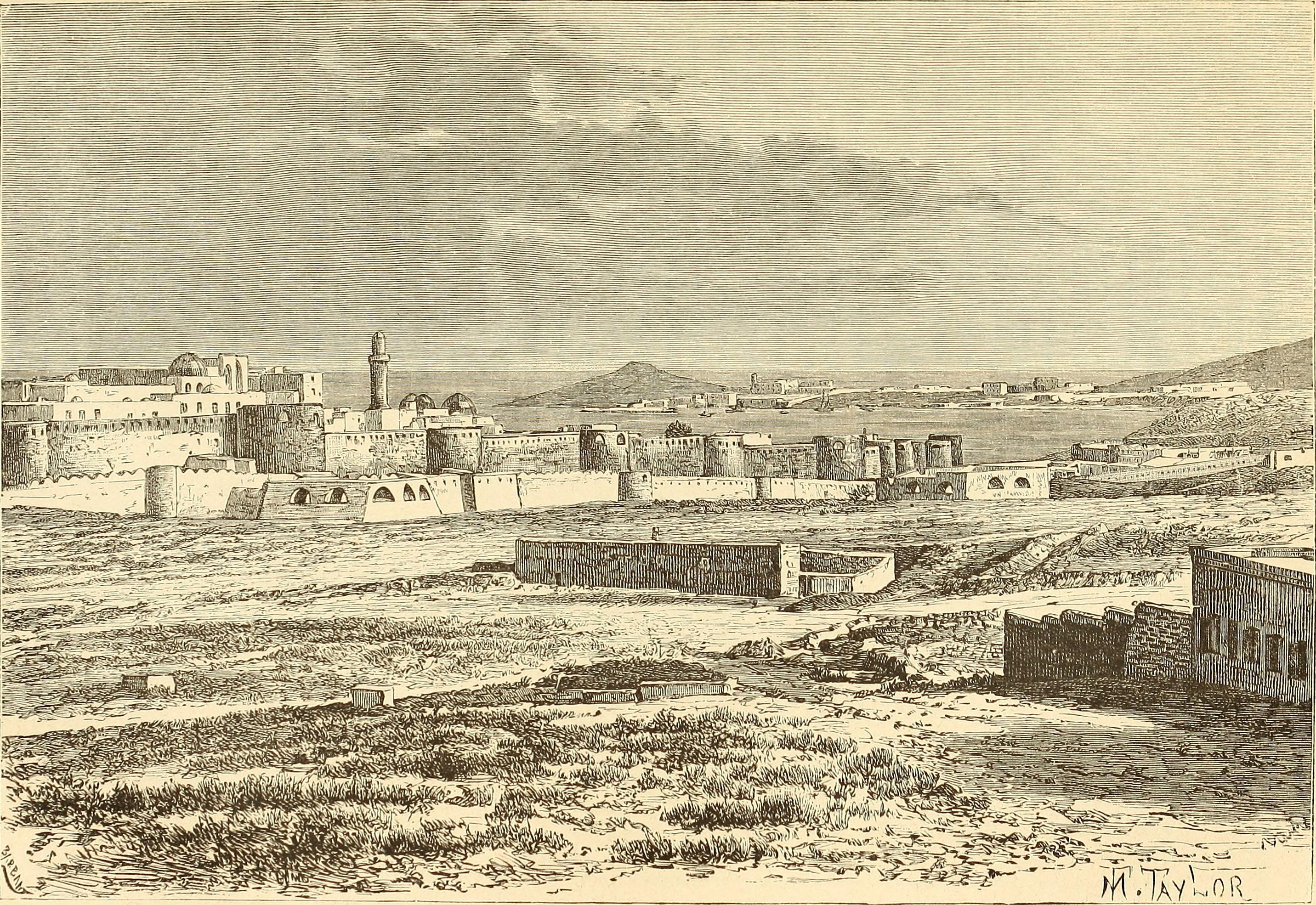
En 1876.
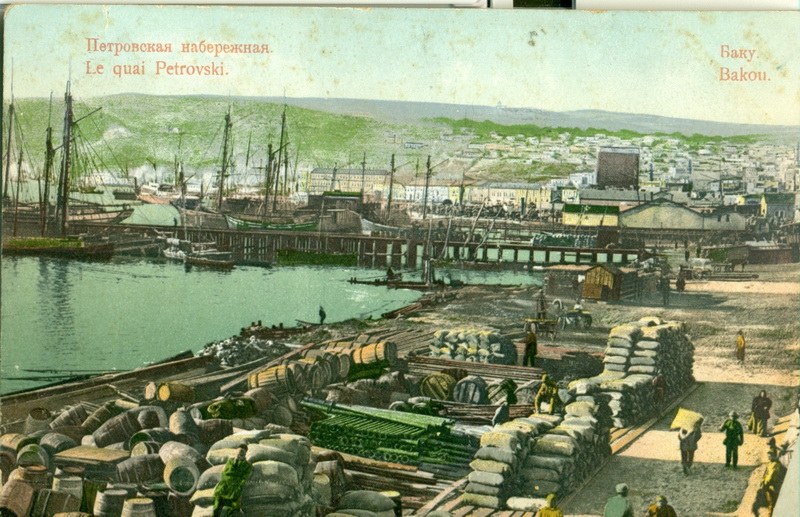
Le quai Petrovski, début XXe siècle.
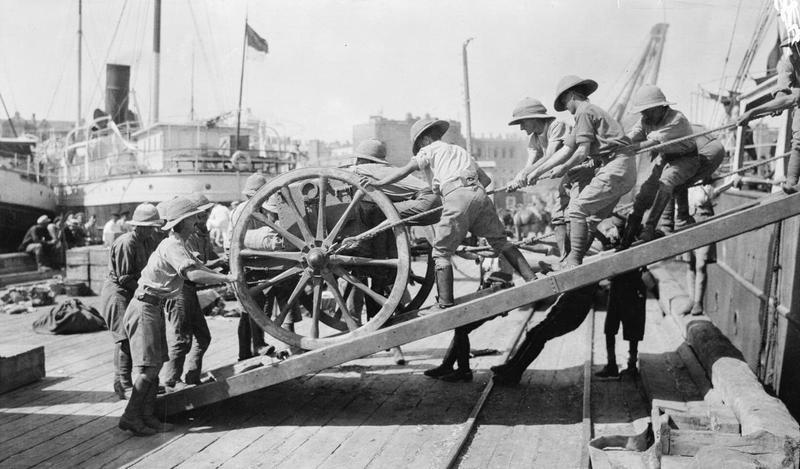
En 1918 débarquement de canons britanniques,
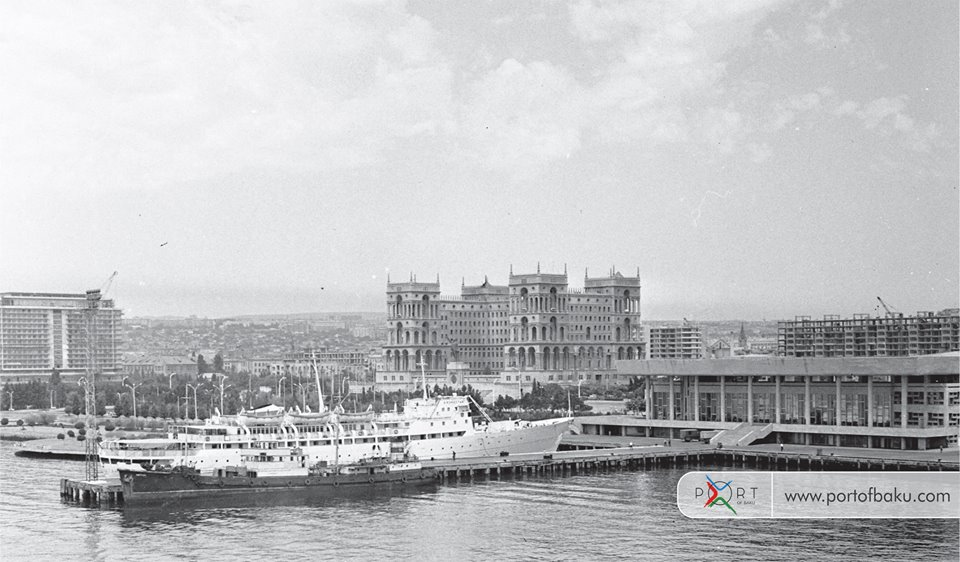
en 1971
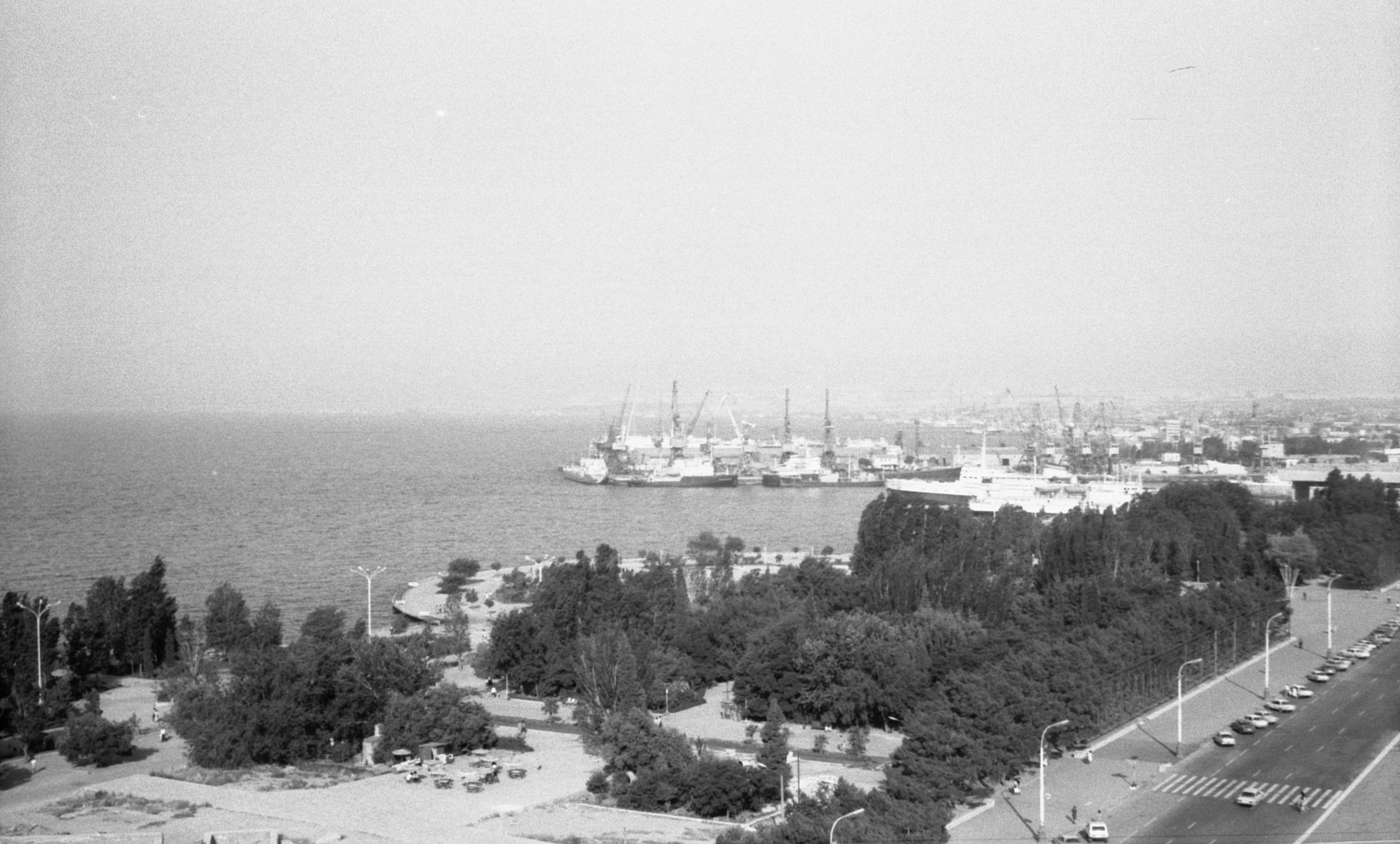
en 1987
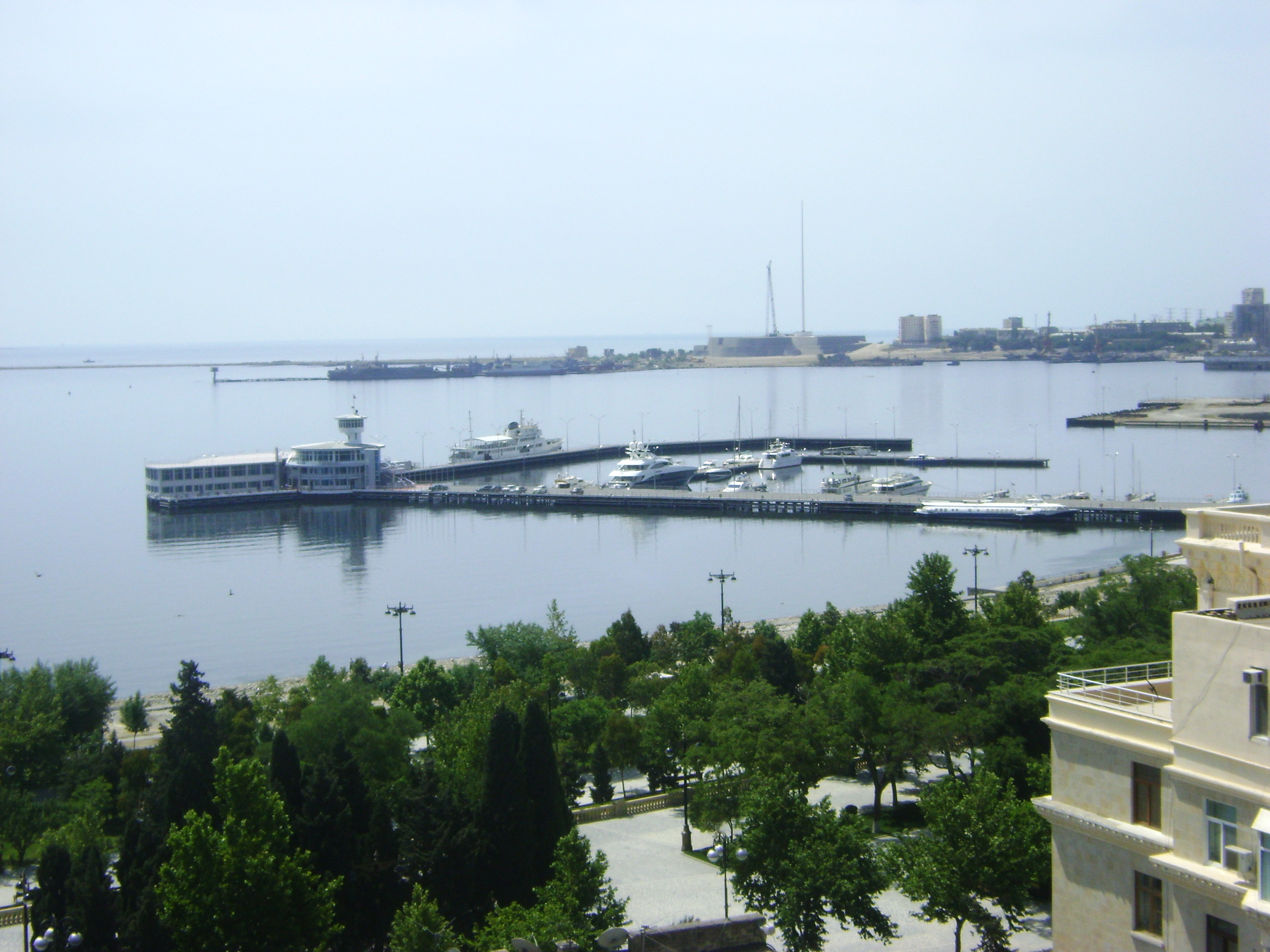
en 2009.

## Le nouveau port de Bakou à Alat
Le nouveau port de Bakou à Alat est un centre de transport reliant l'ouest (Turquie et Union européenne), le sud (Iran et Inde) et le nord (Russie et Europe du Nord). Situé à proximité des régions de l'Azerbaïdjan, il augmentera également sa connectivité en tant que plaque tournante efficace et augmentera ainsi le volume de marchandises traitées. En outre, la nouvelle position du port est liée aux autoroutes et chemins de fer existants, reliant le port aux régions intérieures du pays. Il y a trois routes ferroviaires internationales en Azerbaïdjan qui convergent toutes à Alat, : 
- Au nord-ouest, en passant par Bakou en Russie
- À l'ouest, en passant par la Géorgie jusqu'aux rives de la mer Noire et de la Turquie.
- Au sud et à la frontière avec l'Iran.

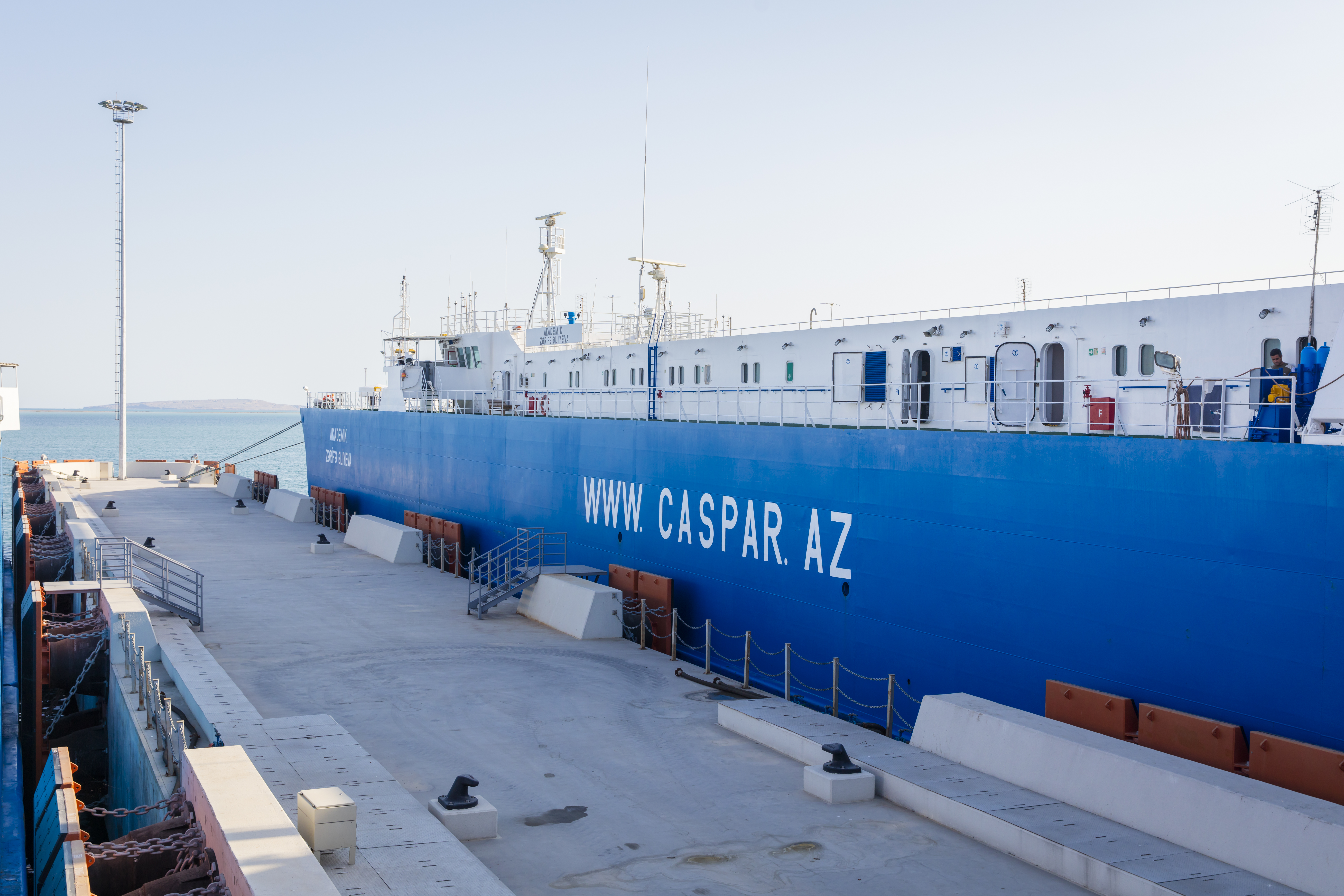
Port de Bakou
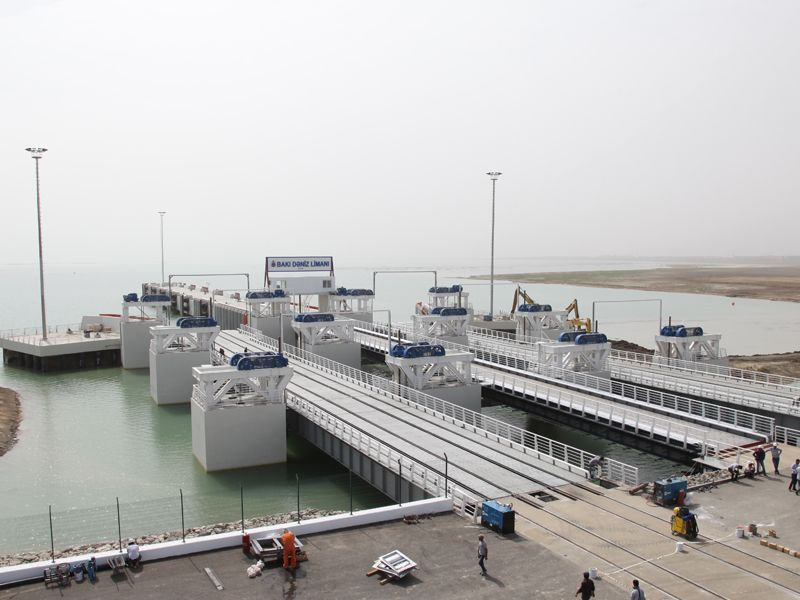
Terminal ferries.